# Gare aux loups
Série
Gare aux loups 2 : Tous à table
(2019)
Pour plus de détails, voir Fiche technique et Distribution.
Gare aux loups !, également connu sous le titre Gris, le (pas si) grand méchant loup, (titre original : Волки и овцы: бе-е-е-зумное превращение), est un film d'animation russe réalisé par Andreï Galat et Maxime Volkov et sorti en 2016. 

## Synopsis
Dans une région, une forêt est habitée par un cheptel de moutons paisibles mais craignant l'apparition de prédateurs (dont, parmi les pires, se trouvent les loups). Leur vie va finir par être interrompue par l'arrivée d'une horde composée de canidés. Une candidature a lieu chez les carnivores ; parmi eux se trouve un membre plus maladroit que brutal portant le nom de Gris, qui est amoureux d'une louve du groupe de prédateurs. Pour à la fois devenir le chef de la bande et conquérir l'amour, notre protagoniste réclame l'aide d'une lapine sorcière ; elle le transforme accidentellement en bélier, ce qui va l'obliger à immigrer chez les ovins. Gris réussira-t-il à retrouver sa forme de base, à obtenir sa dulcinée et à hériter du titre de leader de meute ?

## Fiche technique
- Titre français : Gare aux loups[1],[2] ou Gris, le (pas si) grand méchant loup[3]
- Titre original : Volki i ovtsy. Beeezumnoe prevrashchenie
- Réalisation : Andreï Galat et Maxime Volkov
- Scénario : 1kg Sugar, Neil Landau et Maxime Svechnikov
- Musique : Alexandre Lessertisseur
- Costumes : Christel Grandchamp et Vanessa Riera
- Animation : Kim Keukeleire
- Producteurs : Iouri Moskvine, Vladimir Nikolaïev et Sergueï Selyanov
  - Coproducteur : Yi Feng
- Société de production : CTB, Voronej
- Pays d'origine :  Russie
- Langue : russe, anglais
- Date de sortie :
  - France : 14 juin 2016 (FIFA 2016)
  - Russie : 28 avril 2017

## Distribution

### Voix originales
- Alexandre Petrov : Gris
- Iouri Galtsev : Zico
- Iekaterina Ivantchikova (ru) (VF : Barbara Delsol) : Lyra
- Iouri Tarassov (ru) : Skinny le Maigre
- Ielizaveta Boïarskaïa : Bianca
- Xenia Bolchakova : Shia
- Dmitri Filimonov (ru) : Louis

## Distinction
- 15e cérémonie des Aigles d'or : meilleur film d'animation

## Autour du film
- Le 24 janvier 2019, sort Gare aux loups 2 : Tous à table.